# Katerînivka, Apostolove
Katerînivka (în ucraineană Катеринівка) este un sat în comuna Mîhailivka din raionul Apostolove, regiunea Dnipropetrovsk, Ucraina.

## Demografie
Componența lingvistică a localității Katerînivka
     Ucraineană (93,39%)
     Rusă (4,55%)
     Română (1,65%)
Conform recensământului din 2001, majoritatea populației localității Katerînivka era vorbitoare de ucraineană (93,39%), existând în minoritate și vorbitori de rusă (4,55%) și română (1,65%).